# Кравченко Опанас Тихонович
Кравченко Опанас Тихонович (6 липня 1891, Чигиринський повіт, Київська губернія, Російська імперія — ?) — підполковник Дієвої Армії УНР.

## Біографія
Родом з Чигиринського повіту Київської губернії. Останнє звання у російській армії — штабс-капітан.
На службі в Дієвій Армії УНР з 1919 року. У 1920—1922 роках — старшина штабу 6-ї Січової дивізії Армії УНР.
Подальша доля невідома.